# Puchar Świata juniorów w łyżwiarstwie szybkim 2024/2025
Puchar Świata juniorów w łyżwiarstwie szybkim 2024/2025 był 16. edycją tej imprezy. Cykl rozpoczął się 30 listopada 2024 r. w Tomaszowie Mazowieckim, a zakończył 2 lutego 2025 r. we włoskim Collalbo.
Pucharowe zmagania zorganizowano w 2 miastach, w 2 krajach, na 1 kontynencie.

## Kalendarz zawodów

### Kobiety
| Lp.    | Data              | Miejscowość         | Konkurencja                     | 1. miejsce                                                     | 2. miejsce                                                   | 3. miejsce                                              | Źr.                             |
| ------ | ----------------- | ------------------- | ------------------------------- | -------------------------------------------------------------- | ------------------------------------------------------------ | ------------------------------------------------------- | ------------------------------- |
| 1. PŚJ | 30 listopada 2024 | Tomaszów Mazowiecki | 1000 m                          | Hanna Mazur                                                    | Wiktoria Dąbrowska                                           | Jeannine Rosner                                         | [ 2 ]                           |
| 1. PŚJ | 30 listopada 2024 | Tomaszów Mazowiecki | 3000 m                          | Ayano Sekiguchi                                                | Rosalie van Vliet                                            | Jeannine Rosner                                         | [ 2 ]                           |
| 1. PŚJ | 30 listopada 2024 | Tomaszów Mazowiecki | Bieg drużynowy                  | Holandia Jasmijn Veenhuis · Rosalie van Vliet · Sofia Schilder | Polska Zofia Braun · Julia Grzywińska · Hanna Mazur          | Japonia Ayano Sekiguchi · Kokoro Mitsui · Akane Iida    | [ 2 ]                           |
| 1. PŚJ | 1 grudnia 2024    | Tomaszów Mazowiecki | 500 m                           | Shizuko Okuaki                                                 | Jung Hui-dan                                                 | Mikuru Matsushima                                       | [ 2 ]                           |
| 1. PŚJ | 1 grudnia 2024    | Tomaszów Mazowiecki | 1500 m                          | Ayano Sekiguchi                                                | Jeannine Rosner                                              | Zofia Braun                                             | [ 2 ]                           |
| 1. PŚJ | 1 grudnia 2024    | Tomaszów Mazowiecki | Bieg masowy                     | Hanna Mazur                                                    | Ayano Sekiguchi                                              | Zofia Braun                                             | [ 2 ]                           |
| 2. PŚJ | 7 grudnia 2024    | Tomaszów Mazowiecki | 1000 m                          | Hanna Mazur                                                    | Jeannine Rosner                                              | Wiktoria Dąbrowska                                      | [ 3 ]                           |
| 2. PŚJ | 7 grudnia 2024    | Tomaszów Mazowiecki | 3000 m                          | Jeannine Rosner                                                | Rosalie van Vliet                                            | Melissa Schäfer                                         | [ 3 ]                           |
| 2. PŚJ | 7 grudnia 2024    | Tomaszów Mazowiecki | Sztafeta mieszana               | Korea Południowa Lim Lee-won · Ko Eun-woo                      | Holandia Lieke Hoogendoorn · Mika Kolder                     | Kazachstan Anastasija Biełowodowa · Michaił Matriuchin  | [ 3 ]                           |
| 2. PŚJ | 8 grudnia 2024    | Tomaszów Mazowiecki | 500 m                           | Jung Hui-dan                                                   | Lee Je-in                                                    | Hanna Mazur                                             | [ 3 ]                           |
| 2. PŚJ | 8 grudnia 2024    | Tomaszów Mazowiecki | 1500 m                          | Jeannine Rosner                                                | Rosalie van Vliet                                            | Zofia Braun                                             | [ 3 ]                           |
| 2. PŚJ | 8 grudnia 2024    | Tomaszów Mazowiecki | Bieg masowy                     | Lim Lee-won                                                    | Hanna Mazur                                                  | Emily Tormen                                            | [ 3 ]                           |
| 3. PŚJ | 1 lutego 2025     | Collalbo            | 1000 m                          | Jeannine Rosner                                                | Hanna Mazur                                                  | Lim Lee-won                                             | [ 4 ]                           |
| 3. PŚJ | 1 lutego 2025     | Collalbo            | 3000 m                          | Jeannine Rosner                                                | Emily Tormen                                                 | Melissa Schäfer                                         | [ 4 ]                           |
| 3. PŚJ | 1 lutego 2025     | Collalbo            | Sprint drużynowy                | Polska Wiktoria Dąbrowska · Julia Grzywińska · Hanna Mazur     | Holandia Elanne de Vries · Britt Breider · Rosalie van Vliet | Korea Południowa Jung Hui-dan · Lee Je-in · Lim Lee-won | [ 4 ]                           |
| 3. PŚJ | 2 lutego 2025     | Collalbo            | 500 m                           | Jung Hui-dan                                                   | Shizuko Okuaki                                               | Lee Je-in                                               | [ 4 ]                           |
| 3. PŚJ | 2 lutego 2025     | Collalbo            | 1500 m                          | Jeannine Rosner                                                | Ayano Sekiguchi                                              | Lim Lee-won                                             | [ 4 ]                           |
| 3. PŚJ | 2 lutego 2025     | Collalbo            | Bieg masowy                     | Hanna Mazur                                                    | Lim Lee-won                                                  | Emily Tormen                                            | [ 4 ]                           |
|        | 7–9 lutego 2025   | Collalbo            | 53. Mistrzostwa Świata Juniorów | 53. Mistrzostwa Świata Juniorów                                | 53. Mistrzostwa Świata Juniorów                              | 53. Mistrzostwa Świata Juniorów                         | 53. Mistrzostwa Świata Juniorów |

#### Klasyfikacje
| Lp. | Zawodniczka        | Punkty |
| --- | ------------------ | ------ |
| 1.  | Jung Hui-dan       | 174    |
| 2.  | Lee Je-in          | 145    |
| 3.  | Wiktoria Dąbrowska | 126    |
| 4.  | Shizuko Okuaki     | 114    |
| 5.  | Amelia Boos        | 106    |
| 6.  | Sofie Adeberg      | 93     |
| 7.  | Ona Rodríguez      | 91     |
| 8.  | Giorgia Fusetto    | 90     |
| 9.  | Mikuru Matsushima  | 88     |
| 10. | Park Se-jin        | 78     |

| Lp. | Zawodniczka            | Punkty |
| --- | ---------------------- | ------ |
| 1.  | Hanna Mazur            | 174    |
| 2.  | Jeannine Rosner        | 162    |
| 3.  | Wiktoria Dąbrowska     | 138    |
| 4.  | Julia Grzywińska       | 112    |
| 5.  | Jung Hui-dan           | 106    |
| 6.  | Lee Je-in              | 94     |
| 7.  | Zofia Braun            | 86     |
| 8.  | Shizuko Okuaki         | 81     |
| 9.  | Jasmijn Veenhuis       | 79     |
| 10. | Anastasija Biełowodowa | 78     |

| Lp. | Zawodniczka            | Punkty |
| --- | ---------------------- | ------ |
| 1.  | Jeannine Rosner        | 174    |
| 2.  | Zofia Braun            | 136    |
| 3.  | Lim Lee-won            | 134    |
| 4.  | Rosalie van Vliet      | 124    |
| 5.  | Ayano Sekiguchi        | 114    |
| 6.  | Julia Grzywińska       | 107    |
| 7.  | Emily Tormen           | 104    |
| 8.  | Lee Chae-eun           | 94     |
| 9.  | Signe Eide Kirkesæther | 83     |
| 10. | Noemi Libralesso       | 80     |

| Lp. | Zawodniczka       | Punkty |
| --- | ----------------- | ------ |
| 1.  | Jeannine Rosner   | 168    |
| 2.  | Rosalie van Vliet | 146    |
| 3.  | Melissa Schäfer   | 139    |
| 4.  | Emily Tormen      | 124    |
| 5.  | Lim Lee-won       | 107    |
| 6.  | Ayano Sekiguchi   | 103    |
| 7.  | Lina Poddubnaia   | 103    |
| 8.  | Lee Chae-eun      | 95     |
| 9.  | Emilia Zawisza    | 83     |
| 10. | Kim Seo-hyeon     | 76     |

| Lp. | Zawodniczka         | Punkty |
| --- | ------------------- | ------ |
| 1.  | Hanna Mazur         | 174    |
| 2.  | Lim Lee-won         | 146    |
| 3.  | Emily Tormen        | 132    |
| 4.  | Zofia Braun         | 111    |
| 5.  | Jéssica Rodrigues   | 111    |
| 6.  | Lee Chae-eun        | 108    |
| 7.  | Francisca Henriques | 101    |
| 8.  | Noemi Libralesso    | 99     |
| 9.  | Lina Poddubnaia     | 97     |
| 10. | Neele Göpelt        | 79     |

| Lp. | Reprezentacja    | Punkty |
| --- | ---------------- | ------ |
| 1.  | Holandia         | 168    |
| 2.  | Korea Południowa | 151    |
| 3.  | Polska           | 150    |
| 4.  | Włochy           | 116    |
| 5.  | Kazachstan       | 82     |
| 6.  | Hiszpania        | 75     |
| 7.  | Portugalia       | 72     |
| 8.  | Czechy           | 70     |
| 9.  | Japonia          | 48     |
| 10. | Niemcy           | 43     |

### Mężczyźni
| Lp.    | Data              | Miejscowość         | Konkurencja                     | 1. miejsce                                                       | 2. miejsce                                                | 3. miejsce                                             | Źr.                             |
| ------ | ----------------- | ------------------- | ------------------------------- | ---------------------------------------------------------------- | --------------------------------------------------------- | ------------------------------------------------------ | ------------------------------- |
| 1. PŚJ | 30 listopada 2024 | Tomaszów Mazowiecki | 1000 m                          | Finn Sonnekalb                                                   | Ko Jeong-ho                                               | Fuga Tsujimoto                                         | [ 2 ]                           |
| 1. PŚJ | 30 listopada 2024 | Tomaszów Mazowiecki | 3000 m                          | Mats Bendijk                                                     | Taiga Sasaki                                              | Sil van der Veen                                       | [ 2 ]                           |
| 1. PŚJ | 30 listopada 2024 | Tomaszów Mazowiecki | Bieg drużynowy                  | Japonia Taiga Sasaki · Taiki Shingai · Yuta Fuchigami            | Niemcy Finn Sonnekalb · Tomy Nguyen · Luca Matteo Stibenz | Holandia Sil van der Veen · Mats Bendijk · Mika Kolder | [ 2 ]                           |
| 1. PŚJ | 1 grudnia 2024    | Tomaszów Mazowiecki | 500 m                           | Fuga Tsujimoto                                                   | Szymon Hostyński                                          | Finn Sonnekalb                                         | [ 2 ]                           |
| 1. PŚJ | 1 grudnia 2024    | Tomaszów Mazowiecki | 1500 m                          | Finn Sonnekalb                                                   | Mats Bendijk                                              | Taiga Sasaki                                           | [ 2 ]                           |
| 1. PŚJ | 1 grudnia 2024    | Tomaszów Mazowiecki | Bieg masowy                     | Kim Seung-kyum                                                   | Taiga Sasaki                                              | Mateusz Śliwka                                         | [ 2 ]                           |
| 2. PŚJ | 7 grudnia 2024    | Tomaszów Mazowiecki | 1000 m                          | Finn Sonnekalb                                                   | Ko Jeong-ho                                               | Mateusz Śliwka                                         | [ 3 ]                           |
| 2. PŚJ | 7 grudnia 2024    | Tomaszów Mazowiecki | 3000 m                          | Mats Bendijk                                                     | Mika Kolder                                               | Filip Møller Nordal                                    | [ 3 ]                           |
| 2. PŚJ | 7 grudnia 2024    | Tomaszów Mazowiecki | Sztafeta mieszana               | Korea Południowa Lim Lee-won · Ko Eun-woo                        | Holandia Lieke Hoogendoorn · Mika Kolder                  | Kazachstan Anastasija Biełowodowa · Michaił Matriuchin | [ 3 ]                           |
| 2. PŚJ | 8 grudnia 2024    | Tomaszów Mazowiecki | 500 m                           | Niels de Kruijk                                                  | Cho Yeong-jun                                             | Mateusz Śliwka                                         | [ 3 ]                           |
| 2. PŚJ | 8 grudnia 2024    | Tomaszów Mazowiecki | 1500 m                          | Finn Sonnekalb                                                   | Mats Bendijk                                              | Luca Matteo Stibenz                                    | [ 3 ]                           |
| 2. PŚJ | 8 grudnia 2024    | Tomaszów Mazowiecki | Bieg masowy                     | Yoon Ji-ho                                                       | Sil van der Veen                                          | Mika Kolder                                            | [ 3 ]                           |
| 3. PŚJ | 1 lutego 2025     | Collalbo            | 1000 m                          | Finn Sonnekalb                                                   | Jalen Doan                                                | Mateusz Śliwka                                         | [ 4 ]                           |
| 3. PŚJ | 1 lutego 2025     | Collalbo            | 3000 m                          | Taiki Shingai                                                    | Roch Maliczowski                                          | William Silk                                           | [ 4 ]                           |
| 3. PŚJ | 1 lutego 2025     | Collalbo            | Sprint drużynowy                | Norwegia Arne Lernes · Miika Johan Klevstuen · Didrik Eng Strand | Polska Szymon Hostyński · Mikołaj Bielas · Mateusz Śliwka | Holandia Niels de Kruijk · Arjen Boersma · Mika Kolder | [ 4 ]                           |
| 3. PŚJ | 2 lutego 2025     | Collalbo            | 500 m                           | Jalen Doan                                                       | Fuga Tsujimoto                                            | Mikołaj Bielas                                         | [ 4 ]                           |
| 3. PŚJ | 2 lutego 2025     | Collalbo            | 1500 m                          | Finn Sonnekalb                                                   | Taiga Sasaki                                              | Taiki Shingai                                          | [ 4 ]                           |
| 3. PŚJ | 2 lutego 2025     | Collalbo            | Bieg masowy                     | Metoděj Jílek                                                    | Mateusz Śliwka                                            | Kim Seung-kyum                                         | [ 4 ]                           |
|        | 7–9 lutego 2025   | Collalbo            | 53. Mistrzostwa Świata Juniorów | 53. Mistrzostwa Świata Juniorów                                  | 53. Mistrzostwa Świata Juniorów                           | 53. Mistrzostwa Świata Juniorów                        | 53. Mistrzostwa Świata Juniorów |

#### Klasyfikacje
| Lp. | Zawodnik         | Punkty |
| --- | ---------------- | ------ |
| 1.  | Cho Yeong-jun    | 140    |
| 2.  | Szymon Hostyński | 123    |
| 3.  | Ko Jeong-ho      | 123    |
| 4.  | Mikołaj Bielas   | 118    |
| 5.  | Fuga Tsujimoto   | 114    |
| 6.  | Niels de Kruijk  | 98     |
| 7.  | Arjen Boersma    | 92     |
| 8.  | Jerzy Stadnicki  | 90     |
| 9.  | Lennart Grabe    | 86     |
| 10. | Arne Lernes      | 86     |

| Lp. | Zawodnik       | Punkty |
| --- | -------------- | ------ |
| 1.  | Finn Sonnekalb | 180    |
| 2.  | Ko Jeong-ho    | 151    |
| 3.  | Mateusz Śliwka | 139    |
| 4.  | Mikołaj Bielas | 118    |
| 5.  | Lorenzo Minari | 89     |
| 6.  | Arjen Boersma  | 86     |
| 7.  | Fuga Tsujimoto | 80     |
| 8.  | Hlib Choczyn   | 74     |
| 9.  | Cho Yeong-jun  | 69     |
| 10. | Shin Seon-ung  | 66     |

| Lp. | Zawodnik            | Punkty |
| --- | ------------------- | ------ |
| 1.  | Finn Sonnekalb      | 180    |
| 2.  | Mats Bendijk        | 146    |
| 3.  | Mika Kolder         | 129    |
| 4.  | Luca Matteo Stibenz | 111    |
| 5.  | Taiga Sasaki        | 102    |
| 6.  | Ko Eun-woo          | 96     |
| 7.  | Filip Møller Nordal | 96     |
| 8.  | Arjen Boersma       | 95     |
| 9.  | Lorenzo Minari      | 95     |
| 10. | Taiki Shingai       | 84     |

| Lp. | Zawodnik                | Punkty |
| --- | ----------------------- | ------ |
| 1.  | Mats Bendijk            | 152    |
| 2.  | Filip Møller Nordal     | 120    |
| 3.  | Sil van der Veen        | 119    |
| 4.  | Taiki Shingai           | 100    |
| 5.  | Taiga Sasaki            | 92     |
| 6.  | Mika Kolder             | 90     |
| 7.  | Yoon Ji-ho              | 89     |
| 8.  | Kim Seung-kyum          | 88     |
| 9.  | Roch Maliczowski        | 84     |
| 10. | Magnus Normann Jeppesen | 84     |

| Lp. | Zawodnik                | Punkty |
| --- | ----------------------- | ------ |
| 1.  | Yoon Ji-ho              | 126    |
| 2.  | Luca Matteo Stibenz     | 124    |
| 3.  | Sil van der Veen        | 113    |
| 4.  | Magnus Normann Jeppesen | 109    |
| 5.  | Kim Seung-kyum          | 108    |
| 6.  | Mateusz Śliwka          | 102    |
| 7.  | Sergio Álvarez          | 99     |
| 8.  | John Bernardi           | 83     |
| 9.  | Wadim Czebardakow       | 82     |
| 10. | Lorenzo Minari          | 82     |

| Lp. | Reprezentacja    | Punkty |
| --- | ---------------- | ------ |
| 1.  | Holandia         | 150    |
| 2.  | Korea Południowa | 146    |
| 3.  | Polska           | 130    |
| 4.  | Włochy           | 118    |
| 5.  | Kazachstan       | 116    |
| 6.  | Portugalia       | 101    |
| 7.  | Niemcy           | 86     |
| 8.  | Norwegia         | 60     |
| 9.  | Japonia          | 60     |
| 10. | Hiszpania        | 43     |

## Wyniki reprezentantów Polski

### Indywidualne
Kobiety
| Zawodniczka | Tomaszów Mazowiecki1 | Tomaszów Mazowiecki2 | Collalbo |        | Tomaszów Mazowiecki1 | Tomaszów Mazowiecki2 | Collalbo |        | Tomaszów Mazowiecki1 | Tomaszów Mazowiecki2 | Collalbo |        | Tomaszów Mazowiecki1 | Tomaszów Mazowiecki2 | Collalbo |  | Tomaszów Mazowiecki1 | Tomaszów Mazowiecki2 | Collalbo |
| Zawodniczka | 500 m                | 500 m                | 500 m    | 1000 m | 1000 m               | 1000 m               | 1500 m   | 1500 m | 1500 m               | 3000 m               | 3000 m   | 3000 m | MS                   | MS                   | MS       |  |                      |                      |          |
| Amelia Boos | 8                    | 6                    | 8        | –      | –                    | –                    | –        | –      | –                    | –                    | –        | –      | –                    | –                    | –        |  |                      |                      |          |
| Zofia Braun | –                    | –                    | –        | 4      | 4                    | –                    | 3        | 3      | 5                    | –                    | 5        | 11     | 3                    | 12                   | 8        |  |                      |                      |          |
| Wiktoria Dąbrowska | 5                    | 4                    | 4        | 2      | 3                    | 7                    | –        | 9      | –                    | –                    | –        | –      | –                    | –                    | –        |  |                      |                      |          |
| Julia Grzywińska | 10                   | –                    | 15       | 5      | 5                    | 9                    | 5        | 5      | 14                   | –                    | –        | –      | –                    | –                    | –        |  |                      |                      |          |
| Hanna Mazur | dq                   | 3                    | –        | 1      | 1                    | 2                    | –        | –      | –                    | –                    | –        | –      | 1                    | 2                    | 1        |  |                      |                      |          |
| Iga Smejda | –                    | 14                   | –        | –      | –                    | –                    | 20       | –      | –                    | –                    | –        | –      | –                    | –                    | –        |  |                      |                      |          |
| Victoria Szewczyk | –                    | –                    | –        | –      | –                    | –                    | –        | –      | –                    | dq                   | 20       | –      | –                    | –                    | –        |  |                      |                      |          |
| Emilia Zawisza | –                    | –                    | –        | –      | –                    | –                    | –        | –      | 4                    | 15                   | 10       | 15     | –                    | –                    | –        |  |                      |                      |          |
| 1-3 4-40 17-40 (półfinał biegu masowego) MS – Bieg masowy DNF – Zawodniczka nie ukończyła biegu DNS – Zawodniczka nie pojawiła się na starcie biegu DQ – Zawodniczka została zdyskwalifikowana WDR – Zawodniczka została wycofana ze startu |                      |                      |          |        |                      |                      |          |        |                      |                      |          |        |                      |                      |          |  |                      |                      |          |

Mężczyźni
| Zawodnik | Tomaszów Mazowiecki1 | Tomaszów Mazowiecki2 | Collalbo |        | Tomaszów Mazowiecki1 | Tomaszów Mazowiecki2 | Collalbo |        | Tomaszów Mazowiecki1 | Tomaszów Mazowiecki2 | Collalbo |        | Tomaszów Mazowiecki1 | Tomaszów Mazowiecki2 | Collalbo |  | Tomaszów Mazowiecki1 | Tomaszów Mazowiecki2 | Collalbo |
| Zawodnik | 500 m                | 500 m                | 500 m    | 1000 m | 1000 m               | 1000 m               | 1500 m   | 1500 m | 1500 m               | 3000 m               | 3000 m   | 3000 m | MS                   | MS                   | MS       |  |                      |                      |          |
| Mikołaj Bielas | 8                    | 7                    | 3        | 5      | 5                    | 6                    | –        | –      | –                    | –                    | –        | –      | –                    | –                    | –        |  |                      |                      |          |
| Szymon Hostyński | 2                    | 5                    | 12       | 18     | 25                   | –                    | –        | –      | –                    | –                    | –        | –      | –                    | –                    | –        |  |                      |                      |          |
| Szymon Kwapisz | –                    | –                    | –        | –      | –                    | –                    | 12       | 11     | 17                   | –                    | 8        | 4      | –                    | –                    | –        |  |                      |                      |          |
| Roch Maliczowski | 20                   | –                    | –        | –      | 11                   | –                    | 13       | –      | 5                    | 11                   | –        | 2      | –                    | 10                   | –        |  |                      |                      |          |
| Eryk Marciniak | –                    | –                    | –        | –      | –                    | –                    | –        | –      | –                    | 10                   | –        | 16     | 23                   | 16dq                 | 12       |  |                      |                      |          |
| Jerzy Stadnicki | 11                   | 12                   | 10       | 17     | –                    | 10                   | –        | 10     | 8                    | –                    | 12       | –      | –                    | –                    | –        |  |                      |                      |          |
| Mateusz Śliwka | –                    | 3                    | –        | 4      | 3                    | 3                    | 6        | 15     | –                    | –                    | 6        | –      | 3                    | –                    | 2        |  |                      |                      |          |
| 1-3 4-40 17-40 (półfinał biegu masowego) MS – Bieg masowy DNF – Zawodnik nie ukończył biegu DNS – Zawodnik nie pojawił się na starcie biegu DQ – Zawodnik został zdyskwalifikowany WDR – Zawodnik został wycofany ze startu |                      |                      |          |        |                      |                      |          |        |                      |                      |          |        |                      |                      |          |  |                      |                      |          |

### Drużynowe
Kobiety / sztafety mieszane
| Zawodniczka | Tomaszów Mazowiecki1 |    | Collalbo |  | Tomaszów Mazowiecki2 |
| Zawodniczka | TP                   | TS | MR       |  |                      |
| Polska | 2                    | 1  | 7        |  |                      |
| Zofia Braun | +                    | –  | –        |  |                      |
| Wiktoria Dąbrowska | –                    | +  | +        |  |                      |
| Julia Grzywińska | +                    | +  | –        |  |                      |
| Hanna Mazur | +                    | +  | –        |  |                      |
| 1-3 4-40 TP – Bieg drużynowy TS – Sprint drużynowy MR – Sztafeta mieszana DNF – Zawodniczki nie ukończyły biegu DNS – Zawodniczki nie pojawiły się na starcie biegu DQ – Zawodniczki zostały zdyskwalifikowane WDR – Zawodniczki zostały wycofane ze startu |                      |    |          |  |                      |

Mężczyźni / sztafety mieszane
| Zawodnik | Tomaszów Mazowiecki1 |    | Collalbo |  | Tomaszów Mazowiecki2 |
| Zawodnik | TP                   | TS | MR       |  |                      |
| Polska | 5                    | 2  | 7        |  |                      |
| Mikołaj Bielas | –                    | +  | –        |  |                      |
| Szymon Hostyński | –                    | +  | –        |  |                      |
| Szymon Kwapisz | +                    | –  | –        |  |                      |
| Jerzy Stadnicki | +                    | –  | +        |  |                      |
| Mateusz Śliwka | +                    | +  | –        |  |                      |
| 1-3 4-40 TP – Bieg drużynowy TS – Sprint drużynowy MR – Sztafeta mieszana DNF – Zawodnicy nie ukończyli biegu DNS – Zawodnicy nie pojawili się na starcie biegu DQ – Zawodnicy zostali zdyskwalifikowani WDR – Zawodnicy zostali wycofani ze startu |                      |    |          |  |                      |